# یانکووو گدانگسکیه
یانکووو گدانگسکیه (به لاتین: Jankowo Gdańskie) یک روستا در لهستان است که در گمینا کولبوده واقع شده‌است. یانکووو گدانگسکیه ۳۲۰ نفر جمعیت دارد.